# Totum pro parte
Totum pro parte, (з лат., дослівно — Ціле замість частини, сутнісно — Ціле, яка сприймається як частина) — риторичний прийом, варіант синекдохи, який полягає в заміні назви частини об'єкта (предмета) назвою цілого об'єкта (предмета), напр. — міліція замість декілька міліціонерів. Totum pro parte є антонімічною фразою до сентенції Pars pro toto.

В мові принцип Totum pro parte часто дозволяє змінювати сутнісне значення окремих слів чи фраз, залежно від контексту. Наприклад, дієслово «пити» в звичному контексті використовується для визначення "споживання рідини " (наприклад, — «Я хочу пити, чи є що-небудь випити?»), у вузькому (обмеженому) — для визначення «споживання алкогольних напоїв» (наприклад, — «Він п'є до нестями.»).

В сучасній політичній географії принцип Totum pro parte часто хибно використовується для позначення деяких окремих країн чи територій за допомогою синонімічних топонімів, які визначають межі цих об'єктів значно ширше, ніж офіційні кордони чи межі.

## Приклади використанняTotum pro parteв сучасній географії
- «Америка » замість США
- «Велика Британія» замість Англія
- «Мікронезія» замість Федеративні Штати Мікронезії
- «Ірландія» замість Північна Ірландія
- «Корея» замість Південна Корея

Політично спірні приклади використання Totum pro parte включають застосування назви «Македонія» для визначення Республіки Македонії або назви Ольстер для визначення Північної Ірландії в деяких юніоністських джерелах.